# Audrey Butt Colson
Audrey Joan Butt Colson, née le 15 mars 1926, est une anthropologue avec un intérêt particulier pour les Amérindiens du Guyana, Brésil et Venezuela. Elle était avec Peter Rivière, une des pionnières de l'anthropologie amazonienne à
l'Université d'Oxford,.
Une partie de la dotation de l'Université d'Oxford est un fond financé par South American Amerindian Studies connu comme la  Butt Colson Amerindian Studies Bequest.

## Université d'Oxford
Audrey Butt Colson étudie à Oxford sous la direction d'Edward Evan Evans-Pritchard, et effectue sur le terrain auprès du peuple Akawaio du Guyana en 1951, 1952 et 1957, plus tard en élargissant son étude au Pemon, et Kapon du Brésil, Guayana et Vénézuela. Elle obtient son Diplôme en Anthropologie en 1949, le B.Litt. degree en 1950, et le e D.Phil. en 1955. Elle passa une année en Espagne pour apprendre l'espagnol en préparation pour un travaux de terrain supplémentaires en Amérique du Sud.
En 1956, elle donne des conférences sur les sociétés d'Amérique du Sud à Oxford au Département d'Ethnologie.

### Pitt Rivers Museum
La collection sud-américaine du Pitt Rivers Museum contient 130 objets amérindiens donnés par Butt Colsoncomme résultat de son travail. Le musée aussi possède aussi deux films en 16mm tournée par Bassett Maguire en 1952 et un enregistrement de la BBC de musiques Akawaio fait en 1961, tous produit avec l'assistance de Butt Colson.

## Terres Amérindiennes contestées
En 2012 un juge de la Demerara High Court à statué que Dr Colson ne peut pas apparaitre comme témoin dans un procès foncier intenté par les communautés Akawaio et Arekuna  en raison de son soutien antérieur aux plaignants. En septembre 2013, le Survival International publia son rapport, Dug out, dried out or flooded out? Hydro Power and Mining Threats to the Indigenous Peoples of the Upper Mazaruni District, Guyana, démontrant que le gouvernement du Guyana planifia la construction du barrage hydroélectrique sur la rivière Mazaruni pouvant immergé complètement la territoire Akawaio.

## Travaux

### Livres
- Audrey J. Butt, The Nilotes of the Anglo-Egyptian Sudan and Uganda, London, International African Institute, 1952 (ISBN 9780853020295)
- Paul Trevor William Baxter et Audrey Butt Colson, The Azande, and related peoples of the Anglo-Egyptian Sudan and Belgian Congo, London, International African Institute, coll. « Ethnographic survey of Africa », 1953 (OCLC 3352883)
- Stewart Wavell, Audrey Butt, Nina Epton, Trances (London: Allen & Unwin, 1966)
- Audrey Butt Colson, Fr Cary-Elwes S.J. and the Alleluia Indians, Georgetown (Guyana), Amerindian Research Unit, Université du Guyana, 1998 (ISBN 9789766240103) (see also Cuthbert Cary-Elwes)
- Audrey Butt Colson, Land: its occupation, management, use and conceptualization. The case of the Akawaio and Arekuna of the Upper Mazaruni District, Guyana, Panborough, Last Refuge, 2009 (ISBN 9780954435073)[10]

### Journal et articles et chapitres dans les livres
- Audrey J. Butt, « Ritual blowing: Taling – a causation and cure of illness among the Akawaio », Man, vol. 56,‎ avril 1956, p. 49–55 (DOI 10.2307/2793660, JSTOR 2793660)
- Butt, Audrey J. (1958). "Secondary urn burial among Akawaio". Timehri. Journal of the Royal Agricultural and Commercial Society of British Guiana. 37: 74–88.
- Audrey J. Butt, « The birth of a religion: the origins of a semi-Christian religion among the Akawaio », Journal of the Royal Anthropological Institute, vol. 60, no 1,‎ janvier 1960, p. 66–106 (DOI 10.2307/2844219, JSTOR 2844219)
- Audrey J. Butt, « Symbolism and ritual among the Akawaio of British Guiana », New West Indian Guide, vol. 41, no 1,‎ 1961, p. 141–161 (DOI 10.1163/22134360-90002345 )
- Audrey J. Butt Colson, « Hallelujah among the Patamona Indians », Antropológica, vol. 28,‎ 1971, p. 25–58 (OCLC 883788082)
- Audrey J. Butt Colson, « Inter-tribal trade in the Guiana Highlands », Antropológica, vol. 34,‎ 1973, p. 1–70 (OCLC 883788237)
- Butt Colson, Audrey J. (1976). "Binary oppositions and the treatment of sickness among the Akawaio", in Loudon, J.B. (ed.), Social Anthropology and Medicine, London: Academic Press, pp. 422–499.
- Audrey J. Butt (dir.), Carib-speaking Indians: culture, society, and language, Tucson, University of Arizona Press, 1977, 43–65 p. (ISBN 9780816504930)
- Butt Colson, Audrey J. and Morton, J. (1982). "Early Missionary Work among the Taruma and Waiwai of Southern Guyana". Folk. Journal of the Danish Ethnographical Association. 24: 203–206.
- Butt Colson, Audrey J. (1983–84). "The Spatial Component in the Political Structure of the Carib Speakers of the Guiana Highlands: Kapon and Pemon". Antropológica. 59-62: 73-124.
- Butt Colson, Audrey J. (1985). "Routes of Knowledge: An Aspect of Regional Integration in the Circum-Roraima Area of the Guiana Highlands". Antropológica. 63-64: 103–149.
- Butt Colson, Audrey J. (1989). "La naturaleza del ser: conceptos fundamentales de los Kapón y Pemón (Area del Circum-Roraima de las Guayanas)", in Bottasso, J. (ed.), Las religiones amerindias. 500 años después, Quito: Ediciones Abya-Yala, pp. 53–90.
- Butt Colson, Audrey J. (1994–96). "'God's Folk'. The evangelization of Indians in Western Guiana and the Enthusiastic Movement of 1756". Antropológica. 86: 3–111.

### Rapports
- Dug out, dried out or flooded out? Hydro Power and Mining Threats to the Indigenous Peoples of the Upper Mazaruni District, Guyana, Survival International, Septembre 2013.